# My Destiny
《My Destiny》是韩国男子团体東方神起在日本发行的第3张单曲。于2005年11月2日由AVEX Entertainment公司下属厂牌rhythm zone发行。

## 收录歌曲

### CD ONLY
1. 《My Destiny》
  - 作詞：小山内舞、作曲：松浦晃久、編曲：Maestro-T
2. 《Eternal...》
  - 作曲：森元康介、編曲：Jin Nakamura
3. 《My Destiny》 -アカペラ version-
  - 作詞：小山内舞、作曲：松浦晃久、編曲：Maestro-T
4. 《My Destiny》 (Less Vocal)
5. 《Eternal...》 (Less Vocal)

### CD+DVD
- CD

1. 《My Destiny》
2. 《Eternal...》
3. 《My Destiny》 (Less Vocal)
4. 《Eternal...》 (Less Vocal)

DVD
1. 《My Destiny》（Video Clip）